# 23-я отдельная механизированная бригада
23-я отдельная механизированная бригада — механизированное соединение Сухопутных войск Вооруженных сил Украины численностью в бригаду, которое было сформировано в начале 2023 года.

## История
Бригада была создана 28 февраля 2023 года в рамках развития ВСУ накануне летнего контрнаступления.
4 июня 2023 года бригада совместно с 110-й бригадой территориальной обороны Украины освободила населённый пункт Новодаровка в Запорожской области.

## Структура
- управление (штаб)[1]
- механизированный батальон
- механизированный батальон
- механизированный батальон
- танковый батальон
- зенитная ракетно-артиллерийская батарея
- бригадная артиллерийская группа:
  - батарея управления и артиллерийской разведки
  - самоходный артиллерийский дивизион
  - самоходный артиллерийский дивизион
  - реактивный артиллерийский дивизион
  - противотанковый артиллерийский дивизион
- взвод снайперов
- разведывательная рота
- рота огневой поддержки
- полевой узел связи
- рота радиоэлектронной борьбы
- инженерно-саперная рота
- взвод РХБ защиты
- батальон материально-технического обеспечения
- медицинская рота
- комендантский взвод